# 搖 (東甌王)
摇（约前251年—前192年以后），驺姓，一说骆姓，是秦漢之际瓯越人的一位领袖，称闽君（或闽越君）。他在秦末参加反抗秦朝的起义，后又在楚汉战争中帮助刘邦打败项羽。汉朝建立后，于汉惠帝三年（前192年）被册封为东海王（世称東甌王），正式建立东瓯国。
东瓯王摇被认为是温州建城之祖，今日温州各地流传着不少有关他的传说。东瓯王国定都东瓯，就是温州古称东瓯的由来。东瓯王墓在今温州市鹿城区西山瓯浦垟（瓯浦岭）。瓯浦岭东瓯王墓周围有两个亭子，亭子的侧面有东瓯王墓及祠。

## 生平
东瓯王摇的早期生平为正史所不载，唯知他是越王勾践的后裔，与闽越王无诸同族。《史记》、《汉书》等正史记载他姓驺氏；裴骃的《史记集解》称他姓“驺，一作‘骆’”。其后的史料和温州民间各族谱，对他的姓氏众说纷纭，有驺、越、欧、瓯、瓯阳（后裔改姓“欧阳”）、顾、芊等诸多说法。
秦国吞并天下之时，摇与无诸都被廢為君長，并在他们的土地上设置閩中郡。秦朝末年，爆发了大规模的农民起义，六国贵族后裔纷纷拥兵抗秦，摇與傅胡害跟隨梅鋗起義，梅鋗又率军跟从鄱阳令吴芮投入灭秦战争。
秦灭亡后，摇和無諸又一起幫助劉邦打败项羽，立下了赫赫战功。根据《史记·高祖功臣侯年表第六》记载，汉高帝六年（公元前200年），越族首领“摇毋餘”因功被封为“海阳侯”，谥“齐信”，封地在海阳（今广东省潮州市）。这位“海阳齐信侯”的真实身份，历史学界众说纷纭。有些学者认为此“海阳齐信侯”与“东瓯王摇”是同一人，先封于海阳，后改封于东瓯。也有学者认为“摇毋餘”是“摇”的后代，“摇”之子以父名为姓。还有些学者则认为是百越人中同名的不同人物。例如日本学者瀧川龜太郎的《史記會注考證》中，援引梁玉繩的說法：「其實句踐非禹苗裔，而甌、閩非句踐種族。《通志‧氏族略》引顧氏譜云句踐七世孫搖，漢封東甌，亦不足信，葢越是芈姓，見《國語》。閩，東越蛇種，見《索隱》引《說文》，不得强合為一，而高祖所封之海陽侯搖、無餘，同名二王，又不可曉。」另有学者认为当断句为“摇”和“毋餘”，“毋餘”即“无诸”。
汉惠帝三年（公元前192年），因摇在楚汉战争期间的功绩，西漢朝廷册封“闽君”摇为“東海王”，在瓯地重建被秦所废的东瓯国（包括今温州、丽水和台州大部份地区在内的浙江南部地区），世称東甌王。东瓯国都也叫东瓯，根据东晋学者徐广的考证，东瓯都城在东晋时的永宁县境内，地属今日的温州；但后世又出现了东瓯在台州境内的另一种说法。
摇复兴先祖旧业，保留了越族部落的自治形式，使东瓯与闽越、南越一样成为实际上处于独立状态的王国，并带领瓯越人对这片土地进行了开垦，故受到了后人的崇拜。《史记·封禅书》记载，越人信奉鬼神，根据越人的传说，有一位东瓯王敬鬼，得到了一百六十岁的长寿。梁章钜认为此事难辨真伪，不知此王是否为摇。
摇死后，葬于瓯浦山，立庙祭祀。他被后世的温州人尊为城隍，称永嘉地主昭烈广泽王。至明朝洪武年间，朝廷改封他为东瓯王，每年三月初八致祭。今日温州鹿城区华盖山西麓还尚存东瓯王庙的门台。

## 奉為先祖
摇被後世一些姓氏尊奉為先祖，依各方宗谱有不同說法。清末学者梁章钜《浪迹续谈》称，施元孚《元孚释耒集》中有“东瓯王辨异”一篇，对摇的世袭有所考证：在世居温州一带欧阳氏的《欧阳宗谱》中记载，楚国灭亡越国之后，将無彊的儿子封于“乌程瓯余山之阳”，封号“瓯阳亭侯”。这是越王子孙中唯一一支受封者，子孙便以“瓯阳”为氏，越王的其他宗族则分散南迁，《台州府志》则认为摇“独来东瓯”，因此“氏驺，不氏瓯阳”。宋代的《路史》与清代的《姓氏考略》则称，越王勾践之裔、无彊之次子蹄，被封于乌程（今浙江湖州南二十里）欧餘山（今升山）之陽，後代便以地名為氏，发展出歐姓、歐陽姓、歐侯姓等姓氏。

## 延伸阅读
[在维基数据编辑]
 《史記/卷114》，出自司馬遷《史記》